# کویاوکی (استان اشوی‌داشکسیه)
کویاوکی (به لهستانی: Kujawki) یک منطقهٔ مسکونی در لهستان است که در گمینا جاووشتسه واقع شده‌است.